# دهستان سراجوی شرقی
دهستان سراجوی شرقی یکی از دهستان‌های استان آذربایجان شرقی است که در بخش سراجو شهرستان مراغه واقع شده‌است.